# Nirtenia propodealis
Nirtenia propodealis är en stekelart som beskrevs av Giordani Soika 1989. Nirtenia propodealis ingår i släktet Nirtenia och familjen Eumenidae. Inga underarter finns listade i Catalogue of Life.